# Lista siturilor arheologice din județul Constanța - O
Lista siturilor arheologice din județul Constanța - O conține toate siturile arheologice din județul Constanța înscrise în Repertoriul Arheologic Național (RAN) și aflate în localități al căror nume începe cu litera O. RAN este administrat de Ministerul Culturii și Patrimoniului Național și cuprinde date științifice, cartografice, topografice, imagini și planuri, precum și orice alte informații privitoare la zonele cu potențial arheologic, studiate sau nu, încă existente sau dispărute.
Puteți căuta un sit din localitățile care încep cu litera O folosind formularul de mai jos sau puteți naviga prin toate siturile din județ la Lista siturilor arheologice din județul Constanța.
| Cod RAN                                  | Denumire | Localitate                | Adresă            | Datare                      | Descoperit | Coordonate                                    | Imagine           | Erori            |
| ---------------------------------------- | --- | ------------------------- | ----------------- | --------------------------- | ---------- | --------------------------------------------- | ----------------- | ---------------- |
| 62495.02.01 (Cod LMI: CT-I-s-A-02718)    | Tumulii de la Oltina / ansamblu anonim (Categorie: descoperire funerară) (Tip: Grup de tumuli)                                             | sat Oltina, comuna Oltina |                   |                             |            | 44°10′59″N 27°41′34″E / 44.18319°N 27.69285°E | Încărcați imagine | Raportați eroare |
| 62547.03.01 (Cod LMI: CT-I-s-B-02721)    | Necropola hallstattiană de la Ostrov / ansamblu anonim (Categorie: descoperire funerară) (Tip: Necropolă)                                  | sat Ostrov, comuna Ostrov |                   | sec. IV a. Chr.             |            |                                               | Încărcați imagine | Raportați eroare |
| 62547.04.01 (Cod LMI: CT-I-s-A-02722)    | Tumuli de la Ostrov / ansamblu anonim (Categorie: descoperire funerară) (Tip: Grup de tumuli)                                              | sat Ostrov, comuna Ostrov |                   |                             |            | 44°06′08″N 27°24′03″E / 44.10212°N 27.40077°E | Încărcați imagine | Raportați eroare |
| 60696.01.01 (Cod LMI: CT-I-m-A-02723.01) | Fortificația romano-bizantină de la Ovidiu / ansamblu anonim (Categorie: fortificație) (Tip: Fortificație)                                 | oraș Ovidiu               |                   | sec.IV-VI                   | 1979       | 44°14′47″N 28°34′39″E / 44.24639°N 28.5775°E  | Încărcați imagine | Raportați eroare |
| 60696.01.02 (Cod LMI: CT-I-m-A-02723.02) | Fortificația romano-bizantină de la Ovidiu / ansamblu anonim (Categorie: fortificație) (Tip: Locuire)                                      | oraș Ovidiu               |                   | sec. IV - VIII              | 1979       | 44°14′47″N 28°34′39″E / 44.24639°N 28.5775°E  | Încărcați imagine | Raportați eroare |
| 60696.01.03 (Cod LMI: CT-I-s-A-02723)    | Fortificația romano-bizantină de la Ovidiu / ansamblu anonim (Categorie: fortificație) (Tip: Fortificație)                                 | oraș Ovidiu               |                   |                             | 1979       | 44°14′47″N 28°34′39″E / 44.24639°N 28.5775°E  | Încărcați imagine | Raportați eroare |
| 62495.01.01 (Cod LMI: CT-I-s-B-02717)    | Cetatea romano-bizantină de la Oltina - "Capu Dealului" / ansamblu anonim (Categorie: locuire civilă) (Tip: Cetate)                        | sat Oltina, comuna Oltina | Capu Dealului     |                             | 1935       | 44°11′27″N 27°41′48″E / 44.19083°N 27.69667°E | Încărcați imagine | Raportați eroare |
| 62495.01.02 (Cod LMI: CT-I-s-B-02717)    | Cetatea romano-bizantină de la Oltina - "Capu Dealului" / ansamblu anonim (Categorie: locuire civilă) (Tip: Cetate)                        | sat Oltina, comuna Oltina | Capu Dealului     |                             | 1935       | 44°11′27″N 27°41′48″E / 44.19083°N 27.69667°E | Încărcați imagine | Raportați eroare |
| 62495.01.03 (Cod LMI: CT-I-s-B-02717)    | Cetatea romano-bizantină de la Oltina - "Capu Dealului" / ansamblu anonim (Categorie: locuire civilă) (Tip: Cetate)                        | sat Oltina, comuna Oltina | Capu Dealului     | sec. X-XI                   | 1935       | 44°11′27″N 27°41′48″E / 44.19083°N 27.69667°E | Încărcați imagine | Raportați eroare |
| 62495.01.04 (Cod LMI: CT-I-s-B-02717)    | Cetatea romano-bizantină de la Oltina - "Capu Dealului" / ansamblu anonim (Categorie: locuire civilă) (Tip: Morminte)                      | sat Oltina, comuna Oltina | Capu Dealului     |                             | 1935       | 44°11′27″N 27°41′48″E / 44.19083°N 27.69667°E | Încărcați imagine | Raportați eroare |
| 62547.01.01 (Cod LMI: CT-I-s-A-02719)    | Situl arheologic de la Ostrov - "Ferma 4" (Durostorum) / ansamblu Canabele castrului Durostorum (Categorie: locuire civilă) (Tip: Așezare) | sat Ostrov, comuna Ostrov | Ferma 4           | sec.II-IV                   | 1990       | 44°06′42″N 27°18′25″E / 44.11163°N 27.30701°E | Încărcați imagine | Raportați eroare |
| 62547.01.02 (Cod LMI: CT-I-s-A-02719)    | Situl arheologic de la Ostrov - "Ferma 4" (Durostorum) / ansamblu anonim (Categorie: locuire civilă) (Tip: Așezare)                        | sat Ostrov, comuna Ostrov | Ferma 4           |                             | 1990       | 44°06′42″N 27°18′25″E / 44.11163°N 27.30701°E | Încărcați imagine | Raportați eroare |
| 62547.01.03 (Cod LMI: CT-I-s-A-02719)    | Situl arheologic de la Ostrov - "Ferma 4" (Durostorum) / ansamblu anonim (Categorie: locuire civilă) (Tip: necropola)                      | sat Ostrov, comuna Ostrov | Ferma 4           | sec. II-IV                  | 1990       | 44°06′42″N 27°18′25″E / 44.11163°N 27.30701°E | Încărcați imagine | Raportați eroare |
| 62547.01.04 (Cod LMI: CT-I-s-A-02719)    | Situl arheologic de la Ostrov - "Ferma 4" (Durostorum) / ansamblu anonim (Categorie: locuire civilă) (Tip: Așezare)                        | sat Ostrov, comuna Ostrov | Ferma 4           |                             | 1990       | 44°06′42″N 27°18′25″E / 44.11163°N 27.30701°E | Încărcați imagine | Raportați eroare |
| 62547.01.05 (Cod LMI: CT-I-s-A-02719)    | Situl arheologic de la Ostrov - "Ferma 4" (Durostorum) / ansamblu anonim (Categorie: locuire civilă) (Tip: necropola)                      | sat Ostrov, comuna Ostrov | Ferma 4           |                             | 1990       | 44°06′42″N 27°18′25″E / 44.11163°N 27.30701°E | Încărcați imagine | Raportați eroare |
| 62547.02.01 (Cod LMI: CT-I-s-A-02720)    | Cetatea bizantină de la Ostrov - "Păcuiul lui Soare" / ansamblu anonim (Categorie: locuire civilă) (Tip: Cetate)                           | sat Ostrov, comuna Ostrov | Păcuiul lui Soare | sec.X-XV                    | 1956       | 44°07′58″N 27°28′17″E / 44.13272°N 27.47143°E | Încărcați imagine | Raportați eroare |
| 62547.02.02 (Cod LMI: CT-I-s-A-02720)    | Cetatea bizantină de la Ostrov - "Păcuiul lui Soare" / ansamblu anonim (Categorie: locuire civilă) (Tip: Cetate)                           | sat Ostrov, comuna Ostrov | Păcuiul lui Soare |                             | 1956       | 44°07′58″N 27°28′17″E / 44.13272°N 27.47143°E | Încărcați imagine | Raportați eroare |
| 60696.02.01                              | Așezarea paleolitică de la Ovidiu - Peninsula / ansamblu anonim (Categorie: așezare) (Tip: Așezare deschisă)                               | oraș Ovidiu               | Peninsula         | musterian                   |            | 44°16′02″N 28°34′12″E / 44.26722°N 28.57°E    | Încărcați imagine | Raportați eroare |
| 62547.05.01                              | Complexul rupestru roman de la Ostrov- La parapet / ansamblu anonim (Categorie: descoperire funerară) (Tip: Mormânt de inhumație)          | sat Ostrov, comuna Ostrov | La parapet        | a 2 jumătate a sec. II e. n | 1977       |                                               | Încărcați imagine | Raportați eroare |
| 62495.03.01                              | Fortificația romano-bizantină de la Oltina / ansamblu anonim (Categorie: construcție defensivă) (Tip: Fortificație)                        | sat Oltina, comuna Oltina | Dealul Muzait     |                             |            |                                               | Încărcați imagine | Raportați eroare |
| 62495.04.01                              | Așezarea getică de la Oltina - Vadul Vacilor / ansamblu anonim (Categorie: locuire) (Tip: așezare deschisă)                                | sat Oltina, comuna Oltina | Vadul Vacilor     | getică                      |            | 44°12′39″N 27°45′10″E / 44.21082°N 27.75277°E | Încărcați imagine | Raportați eroare |
| 62495.05.01                              | Așezarea întărită de la Oltina - Sacidava romană / ansamblu Sacidava (Categorie: construcție defensivă) (Tip: așezare întărită)            | sat Oltina, comuna Oltina | Sacidava romană   |                             |            |                                               | Încărcați imagine | Raportați eroare |
| 62495.06.01                              | Așezarea medivală de la Oltina - Dealul Muzait / ansamblu anonim (Categorie: locuire) (Tip: așezare)                                       | sat Oltina, comuna Oltina | Dealul Muzait     | sec. IX-XI d.Hr.            |            | 44°14′27″N 27°51′30″E / 44.24078°N 27.85824°E | Încărcați imagine | Raportați eroare |
| 62495.07.01                              | Cetatea getică de la Oltina - Piscul Blaborului / ansamblu anonim (Categorie: fortificație) (Tip: așezare)                                 | sat Oltina, comuna Oltina | Piscul Blaborului |                             |            | 44°12′43″N 27°51′13″E / 44.21187°N 27.85364°E | Încărcați imagine | Raportați eroare |
| 62495.07.02                              | Cetatea getică de la Oltina - Piscul Blaborului / ansamblu anonim (Categorie: fortificație) (Tip: Cetate)                                  | sat Oltina, comuna Oltina | Piscul Blaborului | getică                      |            | 44°12′43″N 27°51′13″E / 44.21187°N 27.85364°E | Încărcați imagine | Raportați eroare |